# Cadreita
Cadreita és un municipi de Navarra, a la comarca de Ribera Arga-Aragón, dins la merindad de Tudela. Limita amb Villafranca al nord, Valtierra a l'est, a l'oest Milagro i amb Alfaro (La Rioja) al sud.

## Demografia
| Evolució demogràfica                                | Evolució demogràfica | Evolució demogràfica | Evolució demogràfica | Evolució demogràfica | Evolució demogràfica | Evolució demogràfica | Evolució demogràfica | Evolució demogràfica | Evolució demogràfica | Evolució demogràfica |
| 1996                                                | 1998                 | 1999                 | 2000                 | 2001                 | 2002                 | 2003                 | 2004                 | 2005                 | 2006                 | 2007                 |
| --------------------------------------------------- | -------------------- | -------------------- | -------------------- | -------------------- | -------------------- | -------------------- | -------------------- | -------------------- | -------------------- | -------------------- |
| 1 873                                               | 1 869                | 1 869                | 1 855                | 1 966                | 2 074                | 2 117                | 2 150                | 2 132                | 2 098                | 2 052                |
| Fonts: Cadreita i Institut d'Estadística de Navarra |                      |                      |                      |                      |                      |                      |                      |                      |                      |                      |